# 松葉貴大
松葉 貴大（まつば たかひろ、1990年8月14日 - ）は、兵庫県神崎郡香寺町（現：姫路市）出身のプロ野球選手（投手）。左投左打。中日ドラゴンズ所属。

## 経歴

### プロ入り前
香寺町立中寺小学校3年時から野球を始め、香寺町立香寺中学校時代は姫路ボーイズでプレーした。
東洋大学附属姫路高等学校に進学すると早くから頭角を現し、1年秋には背番号1をもらうなど期待されたが肘を痛め、2年秋から野手に転向。その後は2番ライトに定着する。3年春の第80回選抜高等学校野球大会ではベスト4まで進出するも、準決勝では東浜巨らを擁する沖縄尚学高に敗れた（松葉自身も対戦し4打数無安打）。3年夏は県予選で優勝候補と目されながら、初戦で敗退した。後に、この時点でプロ野球選手としての夢を一度諦めており、大学進学は教師を目指すための選択だったと明かしている。
大阪体育大学には野手として進学するも、1年時に当時関西国際大に所属していた松永昂大の対策としてバッティングピッチャーを務めていたところが評価され、投手に再転向した。その後、同期の宮川将とダブルエースとして活躍、リーグ通算31勝を挙げ、敢闘賞1回、リーグMVP、最優秀投手賞を2回受賞するまでに成長し、全日本大学野球選手権大会、明治神宮野球大会にも出場した。阪神大学リーグ通算成績は55試合31勝13敗、防御率1.66。
2012年のドラフト会議ではオリックス・バファローズから1位指名された。オリックスは藤浪晋太郎、松永の競合を2度外した末の1位指名だった。11月16日、契約金9000万円、出来高払い3000万円、年俸1500万円で契約に合意した。背番号は11。

### オリックス時代

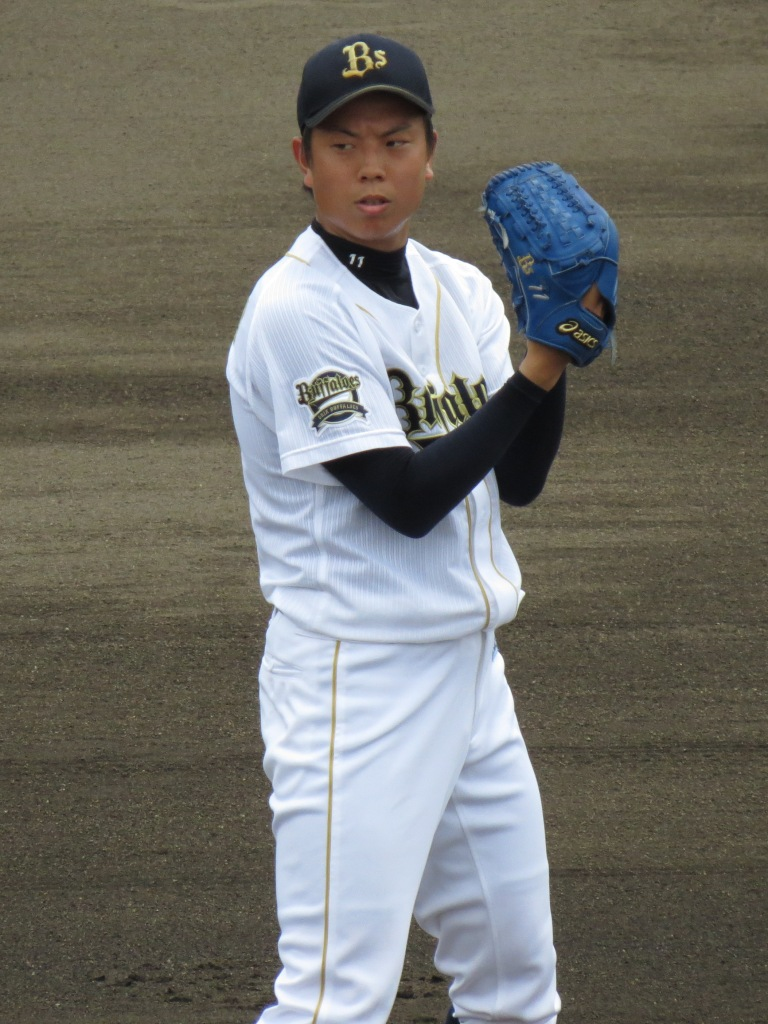
オリックス時代
（2013年7月14日、富田林市立総合スポーツ公園野球場にて）

2013年、春季キャンプでの紅白戦で2本塁打を打たれるなどの不調からオープン戦に出場できず、開幕一軍入りを逃す。5月1日に昇格すると、その日の対千葉ロッテマリーンズ戦でプロ初登板・初先発。6回無失点の好投を見せたものの、味方の援護に恵まれなかったため勝ち星は付かなかった。だが、2試合目の先発登板になった5月9日の対福岡ソフトバンクホークス戦で、5回1/3を6安打2失点で凌いでプロ初勝利を挙げてからは順調に3連勝。しかし、5月29日の東京ヤクルトスワローズ戦でのプロ初黒星から4連敗を喫するなど精彩を欠き、7月には出場選手登録を抹消された。8月に一軍へ復帰すると、大学時代の同期生・宮川とプロ入り後初めて対戦した8月27日の東北楽天ゴールデンイーグルス戦で5月以来の4勝目を記録。ただし、その後は再び不調に陥ったため6敗目を喫したことを機に中継ぎ投手として3試合に登板した。シーズン通算では防御率4.19、4勝6敗ながら、先発した14試合でのQS率は28.6％にとどまった。シーズン終了後の11月には台湾で行われた「2013 BASEBALL CHALLENGE 日本 VS チャイニーズ・タイペイ」の日本代表に選出された。最終戦（同月10日）には先発・三嶋一輝の後を受けて3イニングを無失点に抑え、勝利投手となった。
2014年、高知県宿毛市の合同自主トレーニングへの参加する直前の1月6日に、他の参加選手と同乗していたタクシーが交通事故（自損事故）を起こした影響で松葉も左手首を打撲した。幸いにも松葉は事故翌日に現地でキャッチボールをこなせるなどの軽症だったため、チームドクターによる再検査を経てトレーニングを再開した。春季キャンプ序盤の2月3日には、NPBの全12球団で最も早く実施された紅白戦で紅組の先発投手を務めるまでに回復した。公式戦の開幕こそは二軍で迎えたものの、5月5日にシーズン初の一軍登録を果たすと、同日の対ロッテ戦（京セラドーム大阪）に先発し6回途中1失点でシーズン初勝利を挙げた。中盤に打線との援護が噛み合わず勝利数が伸び悩んだものの、安定感ある投球で防御率2.77を記録し8勝を挙げ.889と高勝率を残した。オフの10月9日に、日米野球2014の日本代表に選出されたことが発表された。
2015年、2月16日に「GLOBAL BASEBALL MATCH 2015 侍ジャパン 対 欧州代表」の日本代表に選出されたことが発表された。松葉も3月11日の第2戦に先発登板したがユレンデル・デキャスターから本塁打を打たれ、自身も敗戦投手となった。7月16日に、第1回WBSCプレミア12の日本代表第1次候補選手に選出されたことが発表された。
2016年は、開幕ローテーションを逃し1年間配置が安定しなかったが7月29日にプロ初完投勝利を挙げるなど、自己最高の132.2回を投げ苦しいチームの投手事情を支えた。
2017年は、23試合に登板したが3勝12敗と大きく負け越した。
2018年は、プロ入り後最少の8試合の登板に留まった。ウエスタン・リーグの公式戦では、16試合の登板で3勝8敗、防御率3.31を記録。通算投球イニングは81回2/3だった。
2019年は5試合の登板で0勝4敗、防御率5.56と結果を残せていなかった。

### 中日時代
2019年6月30日、松井雅人・松井佑介との交換トレードにより武田健吾と共に中日ドラゴンズへ移籍することが発表され、7月2日にNPB公示された。背番号は38。しかし、移籍初年度は1試合の登板に終わった。
2020年は、開幕二軍スタートだったが、開幕から先発ローテーションを任されていた柳裕也が怪我で登録抹消されたことにより、7月15日の横浜DeNAベイスターズ戦（ナゴヤドーム）でシーズン初先発。この試合では5回1/3を6安打1失点に抑え、2年ぶりに勝利投手となった。同時に、この勝利が移籍後初勝利となった。最終的に15試合に先発登板して3勝7敗、防御率4.05の成績を収める。ナゴヤドームの試合では6試合に先発登板して3勝、防御率1.34を記録するなど好投を見せるもビジターゲームでは9試合に先発登板し7敗を喫するなど、2年ぶりの勝ち星を挙げる一方で球場による相性の差が目立つシーズンとなった。オフの11月27日に、現状維持となる推定年俸2500万円で契約を更改した。
2021年は、開幕ローテーションを勝ち取った。開幕6戦目・4月1日の読売ジャイアンツ戦（バンテリンドーム ナゴヤ）でシーズン初先発したが、6回に逆転され、敗戦投手となった。その後、4試合の登板で0勝2敗、防御率5.49と結果を残せず、4月25日に二軍に降格した。前半戦終了間際の7月10日に一軍昇格。同日のDeNA戦（バンテリンドーム ナゴヤ）に先発し、6回2失点でシーズン初勝利を挙げた。後半戦は、9月に4勝1敗、防御率0.95を記録するなど立て直し、移籍後最多となる6勝（5敗）を挙げた。オフの11月13日に、300万円増の推定年俸2800万円で契約を更改した。
2022年は、5月7日の阪神タイガース戦（バンテリンドーム ナゴヤ）でシーズン初勝利を挙げると、その後も「（チーム本拠地である）バンテリンドーム、5回まで」という起用のもと、19試合に登板して防御率3.33、移籍後最多タイとなる6勝を挙げた。なおこの年のシーズン中に国内FA権を取得していたが、権利を行使せず残留することを表明し、11月8日の契約更改では2200万円増となる5000万円+出来高の複数年契約で更改した。
2023年は、11試合に登板し、1勝4敗、防御率3.28を記録。勝利には結びつかなかったものの、全試合で5イニング以上投げ、10試合で3自責点以下と投球内容は安定していた。11月9日、現状維持となる5000万円+出来高で契約を更改した。
2024年は、開幕二軍スタートとなったが、ウエスタン・リーグで結果を残し、4月10日のDeNA戦でシーズン初先発。6回途中まで1失点の好投でシーズン初勝利を挙げた。更に29日の同じくDeNA戦では、細川成也の満塁本塁打などの大量援護を得て11-1で大勝。9回を投げ切り、オリックス時代の2016年7月29日の西武戦（京セラドーム大阪）以来8年ぶりプロ入り2度目の完投勝利を挙げた。最終的に17試合に先発登板し、5勝6敗、防御率3.09という成績で、投球回は小笠原慎之介、髙橋宏斗に次ぐチーム内3位の93回1/3を記録した。オフに現状維持となる5000万円+出来高で契約を更改し、また2022年オフに交わした複数年契約が翌年までの3年契約であったことを公表した。
2025年は開幕ローテーションに入り、開幕2戦目のDeNA戦（横浜スタジアム）で先発。この試合で通算1000投球回を達成した。4月20日には海外FA権を取得。4月は4勝を記録する好調であった。6月22日の北海道日本ハムファイターズ戦にて7回1失点の好投で、自身9年ぶりとなるシーズン7勝目に到達した。この活躍ぶりに、監督の井上一樹は「間違いなくうちの今のエース」と評価した。前半戦は以降勝ち星に恵まれなかったものの、前半戦終了時点で7勝（6敗）、防御率2.03と好成績であり、同年のオールスターゲームに監督選抜で選出され、プロ13年目で初選出となった。京セラドーム大阪で行われた第1戦で救援登板し、公式戦ではないものの古巣・オリックス本拠地での凱旋登板を果たした（結果は2回4失点）。後半戦が始まった後も勝ち星に恵まれないまま7勝8敗、防御率2.41と成績をやや落とし、8月18日に一度登録抹消となった。

## 選手としての特徴
大学時代には体育大学ならではの環境でやり投などのメカニズム、トレーニング理論を取り入れたことで球速が約20km/h近く上がっている。
最速149km/hのストレートにスライダー、カーブ、フォークを投げる。中日移籍後は130km/h後半のストレートに変化球を巧みに織り交ぜて打者を幻惑する投球スタイルとなっている。
2025年4月終了時点で直球の平均球速は前年よりも2km/h遅い134km/hに落ちているが、直球とカーブ、カットボール、スライダー、チェンジアップ、スプリット、ツーシームの計7球種を投球割合が30%を超えないようにバランスよく投げ分けている。また、同年は制球面が安定し、打者に的を絞らせず凡打の山を築くことができている。
2024年のオフシーズンには球速アップを目指して、菊池雄星等が取り入れたトレーニングをこなしたが、春季キャンプでは球速が下がったため、実戦が始まるころには球速へのこだわりをしまっていたという。ただ思わぬ収穫も得ており、直球の球速帯がカットボールやツーシームに近づいており、本人曰く、「去年までで平均10km/h前後の差があったものが、今年は5km/h以内に収まっている」とのこと。そのため、何を投げてもリリースの位置が変わらないという特徴が生きるようになった。平均球速について本人は 、「120km/h台が見えている事実はショックでしかない。でも一番は試合に勝つことなので」と語っている。

## 人物
愛称は「松葉課長」。これは松葉が5回で降板することが多いことに由来し、5回で降りると「定時退社」、6回以降も続投すると「残業」などと呼ばれる。
プロ入り前に同大ラグビー部の監督で教授を務める「世界のサカタ」こと坂田好弘のラグビーの講義を受講した縁で、坂田からラグビー日本代表のサイン入りジャージを贈られた。
大学時代、自ら打席に立った時にスタンドからの応援歌として名字の松葉にちなんであみんの「待つわ」が歌われていた。プロ入り後も初登板、初勝利を挙げた時の登板時などに同曲が使用されたが、シーズン途中からいつまでも学生のままではいられないという松葉の意向から変更となった。
プロ入り後、入寮した際には下戸で酒が飲めないため代わりにコーラを段ボール1ケースを持参した。しかしその後、栄養学の講座を受けたことで考えを改め、コーラを封印し100％の果汁ジュースを飲むことになった。
2014年3月3日に一般女性と結婚し、12月7日に結婚式を行った。
好物はカレーハウスCoCo壱番屋のカレー。

## 詳細情報

### 年度別投手成績
| 年 度      | 球 団      | 登 板 | 先 発 | 完 投 | 完 封 | 無 四 球 | 勝 利 | 敗 戦 | セ 丨 ブ | ホ 丨 ル ド | 勝 率 | 打 者 | 投 球 回 | 被 安 打 | 被 本 塁 打 | 与 四 球 | 敬 遠 | 与 死 球 | 奪 三 振 | 暴 投 | ボ 丨 ク | 失 点 | 自 責 点 | 防 御 率 | W H I P |
| ---------- | ---------- | ----- | ----- | ----- | ----- | -------- | ----- | ----- | -------- | ----------- | ----- | ----- | -------- | -------- | ----------- | -------- | ----- | -------- | -------- | ----- | -------- | ----- | -------- | -------- | ------- |
| 2013       | オリックス | 17    | 14    | 0     | 0     | 0        | 4     | 6     | 0        | 0           | .400  | 316   | 73.0     | 65       | 5           | 35       | 0     | 2        | 44       | 3     | 1        | 35    | 34       | 4.19     | 1.37    |
| 2014       | オリックス | 21    | 21    | 0     | 0     | 0        | 8     | 1     | 0        | 0           | .889  | 468   | 113.2    | 95       | 7           | 45       | 0     | 2        | 88       | 7     | 1        | 41    | 35       | 2.77     | 1.23    |
| 2015       | オリックス | 18    | 14    | 0     | 0     | 0        | 3     | 6     | 0        | 0           | .333  | 360   | 80.0     | 81       | 8           | 47       | 0     | 1        | 42       | 3     | 0        | 42    | 38       | 4.28     | 1.60    |
| 2016       | オリックス | 28    | 19    | 1     | 0     | 0        | 7     | 9     | 0        | 0           | .438  | 563   | 132.2    | 128      | 10          | 41       | 0     | 3        | 82       | 5     | 0        | 52    | 48       | 3.26     | 1.27    |
| 2017       | オリックス | 23    | 22    | 0     | 0     | 0        | 3     | 12    | 0        | 0           | .200  | 552   | 133.1    | 133      | 16          | 32       | 0     | 2        | 72       | 6     | 1        | 70    | 66       | 4.46     | 1.24    |
| 2018       | オリックス | 8     | 7     | 0     | 0     | 0        | 2     | 1     | 0        | 0           | .667  | 158   | 36.1     | 40       | 6           | 15       | 0     | 0        | 23       | 0     | 0        | 22    | 21       | 5.20     | 1.51    |
| 2019       | オリックス | 5     | 5     | 0     | 0     | 0        | 0     | 4     | 0        | 0           | .000  | 104   | 22.2     | 26       | 3           | 9        | 1     | 3        | 13       | 0     | 0        | 16    | 14       | 5.56     | 1.54    |
| 2019       | 中日       | 1     | 1     | 0     | 0     | 0        | 0     | 0     | 0        | 0           | ----  | 16    | 2.2      | 5        | 0           | 3        | 0     | 0        | 0        | 0     | 0        | 3     | 3        | 10.13    | 3.00    |
| '19計      | 中日       | 6     | 6     | 0     | 0     | 0        | 0     | 4     | 0        | 0           | .000  | 120   | 25.1     | 31       | 3           | 12       | 1     | 3        | 13       | 0     | 0        | 19    | 17       | 6.04     | 1.70    |
| 2020       | 中日       | 15    | 15    | 0     | 0     | 0        | 3     | 7     | 0        | 0           | .300  | 319   | 73.1     | 86       | 9           | 17       | 2     | 2        | 50       | 4     | 0        | 33    | 33       | 4.05     | 1.40    |
| 2021       | 中日       | 14    | 13    | 0     | 0     | 0        | 6     | 5     | 0        | 0           | .545  | 309   | 76.0     | 74       | 7           | 15       | 0     | 2        | 41       | 3     | 0        | 30    | 27       | 3.20     | 1.17    |
| 2022       | 中日       | 19    | 19    | 0     | 0     | 0        | 6     | 7     | 0        | 0           | .462  | 404   | 100.0    | 96       | 4           | 18       | 2     | 2        | 51       | 0     | 0        | 38    | 37       | 3.33     | 1.14    |
| 2023       | 中日       | 11    | 11    | 0     | 0     | 0        | 1     | 4     | 0        | 0           | .200  | 232   | 57.2     | 55       | 1           | 14       | 1     | 1        | 20       | 1     | 0        | 23    | 21       | 3.28     | 1.20    |
| 2024       | 中日       | 17    | 17    | 2     | 0     | 0        | 5     | 6     | 0        | 0           | .455  | 381   | 93.1     | 85       | 8           | 24       | 0     | 2        | 50       | 2     | 0        | 33    | 32       | 3.09     | 1.17    |
| 通算：12年 | 通算：12年 | 197   | 178   | 3     | 0     | 0        | 48    | 68    | 0        | 0           | .414  | 4182  | 994.2    | 969      | 84          | 315      | 6     | 22       | 576      | 34    | 3        | 438   | 409      | 3.70     | 1.29    |

- 2024年度シーズン終了時

### 年度別守備成績
| 年 度 | 球 団      | 投手  | 投手  | 投手  | 投手  | 投手  | 投手     |
| 年 度 | 球 団      | 試 合 | 刺 殺 | 補 殺 | 失 策 | 併 殺 | 守 備 率 |
| ----- | ---------- | ----- | ----- | ----- | ----- | ----- | -------- |
| 2013  | オリックス | 17    | 3     | 19    | 0     | 0     | 1.000    |
| 2014  | オリックス | 21    | 5     | 23    | 0     | 0     | 1.000    |
| 2015  | オリックス | 18    | 6     | 11    | 2     | 0     | .895     |
| 2016  | オリックス | 28    | 9     | 37    | 1     | 2     | .979     |
| 2017  | オリックス | 23    | 9     | 38    | 0     | 2     | 1.000    |
| 2018  | オリックス | 8     | 2     | 11    | 1     | 1     | .929     |
| 2019  | オリックス | 5     | 2     | 4     | 0     | 0     | 1.000    |
| 2019  | 中日       | 1     | 0     | 0     | 0     | 0     | ----     |
| '19計 | 中日       | 6     | 2     | 4     | 0     | 0     | 1.000    |
| 2020  | 中日       | 15    | 1     | 11    | 0     | 0     | 1.000    |
| 2021  | 中日       | 14    | 7     | 16    | 0     | 1     | 1.000    |
| 2022  | 中日       | 19    | 5     | 20    | 0     | 1     | 1.000    |
| 2023  | 中日       | 11    | 4     | 13    | 0     | 3     | 1.000    |
| 2024  | 中日       | 17    | 4     | 21    | 0     | 2     | 1.000    |
| 通算  | 通算       | 197   | 57    | 224   | 4     | 12    | .986     |

- 2024年度シーズン終了時

### 記録
投手記録
- 初登板・初先発登板：2013年5月1日、対千葉ロッテマリーンズ4回戦（京セラドーム大阪）、6回無失点
- 初奪三振：同上、2回表に細谷圭から空振り三振
- 初勝利・初先発勝利：2013年5月8日、対福岡ソフトバンクホークス5回戦（京セラドーム大阪）、5回1/3で2失点
- 初完投勝利：2016年7月29日、対埼玉西武ライオンズ15回戦（京セラドーム大阪）、9回1失点

打撃記録
- 初打席：2013年5月15日、対阪神タイガース2回戦（阪神甲子園球場）、2回表に榎田大樹から見逃し三振
- 初安打：2016年6月15日、対阪神タイガース2回戦（阪神甲子園球場）、2回表に青柳晃洋から右前安打
- 初打点：2022年6月22日、対東京ヤクルトスワローズ10回戦（バンテリンドーム ナゴヤ）、2回裏に原樹理から右越適時二塁打[65][66]

節目の記録
- 1000投球回：2025年3月29日、対横浜DeNAベイスターズ2回戦（横浜スタジアム）、6回裏に松尾汐恩から左飛球 ※史上372人目[67]

その他の記録
- オールスターゲーム出場：1回（2025年）[49]

### 背番号
- 11（2013年[8] - 2019年7月1日）
  - 12（2013年 - 2015年日本代表）[16][68]
- 38（2019年7月2日[24] - ）

### 代表歴
- 2013 チャイニーズ・タイペイ代表戦：日本代表
- 日米野球2014：日本代表
- 2015 欧州代表戦：日本代表